# João Alfredo Medeiros Vieira
João Alfredo Medeiros Vieira (Florianópolis, 13 de março de 1929 - Florianópolis, 27 de agosto de 2019) foi um advogado, jornalista, juiz de direito aposentado e escritor brasileiro.

## Vida
Filho de Alfredo Xavier Vieira e Cidolina Medeiros Vieira. Ficou viúvo em 1989 e então, casou-se com Vanilda Tenfen Medeiros Vieira.

## Carreira
Lecionou na Escola de Aprendizes-Marinheiros de Santa Catarina. 
Foi docente nas áreas de Filosofia, Psicologia e Direito. Atuou na Faculdade de Filosofia da Sociedade Itajaiense de Ensino Superior (atual Universidade do Vale do Itajaí), na Universidade do Estado de Santa Catarina e na Universidade Federal de Santa Catarina. 
Em 12 de outubro de 1976, foi empossado na cadeira 4 da Academia Catarinense de Letras, da qual é patrono Cláudio Luís da Costa.
Foi membro do Instituto Histórico e Geográfico de Santa Catarina.
Faleceu em 27 de Agosto de 2019.

## Publicações
- A prece de um juiz
- Os Vivos e os Mortos, 1979
- Primícias e Evocações, 1951
- Notas sobre a História da Filosofia em Santa Catarina, 1955, 2ª ed. 1998
- Diário de um Agente Itinerante, 1969
- Páginas Famosas, 1974
- O Sonho e a Glória, 1975
- Nos Degraus do Cenáculo, 1978
- Notas para a História do Poder Judiciário em Santa Catarina, 1981
- Uma História Impossível, 1991, 2ª ed. 2002
- Português Prático e Forense, 1991, 6ª ed. 2002
- A Verdade como Busca da Natureza Humana, 1956, 2ª ed. 1992
- O Existencialismo, 1958, 2ª ed. 1992
- O ensino Linguístico e Literário, 1997